# Sollube
El monte Sollube es una montaña de 683,80 metros de altitud perteneciente a los montes vascos. Se ubica en la localidad vizcaína de Arrieta en el País Vasco, España. En la orilla izquierda de la ría de Mundaca, y constituye uno de los límites de la Reserva de la Biosfera de Urdaibai. Se extiende por terreno de los municipios de Bermeo, Meñaca, Arrieta y Busturia. La cima se sitúa en Arrieta.
Su estratégica situación geográfica y su altitud, estando cerca de la orilla del mar es relativamente alto, le ha condenado a ser un centro importante de telecomunicaciones, por ello su cumbre está erizada de antenas de telefonía, televisión y radio. Es uno, el primero, de los cinco montes bocineros de donde se convocaba a Juntas Generales y se daban diferentes avisos mediante toque de bocinas y cuernos y el encendido de hogueras en su cumbre. En su cumbre hay dos vértices geodésicos de primer nivel.
En la ladera norte, en el alto de Tribisburu, se encuentra el yacimiento arqueológico del mismo nombre, una necrópolis romana de incineración datada entre el siglo I y siglo III después de Cristo, la única de Vizcaya.

## Historia
Durante la guerra civil española se libró en sus laderas la Batalla de Sollube en la que las tropas italianas que apoyaban a los sublevados contra el gobierno de la República se enfrentaron a las defensas republicanas produciéndose un gran número de bajas. Dicha batalla, perdida por las fuerzas leales a la república, fue una de las más importantes en la toma de Vizcaya.

## Rutas de ascenso
La estratégica posición geográfica del Sollube ha hecho del mismo un punto principal para la ubicación de antenas de telecomunicaciones. Esto ha hecho que el acceso a su cima se haya, acondicionado, desde hace tiempo,  para permitir la llegada en vehículos de motor. Desde el puerto del Alto de Sollube (384m), situado en la carretera BI-631 que une Bermeo con Munguia, sale una pista asfaltada que llega hasta la cima. Aun así hay muchas rutas para acceder a pie.
Desde el Alto de Sollube
Siguiendo la pista asfaltada y dejando a la izquierda el monte Truende de 422 metros de altitud para llegar hasta el collado de Arranotegui de donde, dejando a mano derecha el monte Atxagane podemos ascender hasta la cumbre del Sollube.
Desde la desembocadura del Oka
Desde el mismo borde de la ría del Oka, bien de Pedernales, bien de Mundaca, se puede realizar el ascenso al Sollube. Para ello hay que llegar al collado de Urkiobe, a 250 metros de altitud, rodeando el monte Katillotxu. De allí se accede a la crestería del Larrazabal (520 m) dejando al sur el profundo valle del río Sollube, aquí todavía arroyo. Siguiendo la cresta se lega al pequeño colado que la une con el Sollube de donde alcanzamos la creta norte y por ella llegamos a la antecima que ya se encuentra a 652 metros de altitud. y de allí a la cumbre.
Desde el alto de Parisi
Entre Forua y Arrieta se puede comenzar la subida al Sollube desde el paso del alto de Parisi a 399 metro de altitud.
Tiempos de accesos
- Urkiobe (1h 15 m).
- Alto Sollube (1h)
- Pedernales (2h 30 m)
- Mundaka (2h 30m).